# Megaselia subnudipennis
Megaselia subnudipennis är en tvåvingeart som först beskrevs av Schmitz 1919.  Megaselia subnudipennis ingår i släktet Megaselia och familjen puckelflugor. Arten har ej påträffats i Sverige. Inga underarter finns listade i Catalogue of Life.